# Federazione di hockey su ghiaccio della Finlandia
La Federazione finlandese di hockey su ghiaccio (fin. Suomen Jääkiekkoliitto) è un'organizzazione fondata nel 1929 per governare la pratica dell'hockey su ghiaccio in Finlandia.
Ha aderito all'International Ice Hockey Federation il 10 febbraio 1928.